# Giovanni Minozzi
Giovanni Minozzi – włoski kierowca wyścigowy.

## Kariera
W swojej karierze wyścigowej Minozzi poświęcił się startom w wyścigach Grand Prix. W latach 1931, 1937-1938 Włoch był klasyfikowany w Mistrzostwach Europy AIACR. W pierwszym sezonie startów, startując w fabrycznym zespole Alfa Romeo - Alfa Corse stanął raz na podium. Z dorobkiem piętnastu punktów uplasował się na trzynastej pozycji w klasyfikacji generalnej. Do startów w Mistrzostwach Europy powrócił w sezonie 1937, kiedy to wystartował w dwóch wyścigach we własnym samochodzie wyścigowym. Uzbierane 36 punktów dało mu dwudzieste miejsce w końcowej klasyfikacji kierowców. Rok później został sklasyfikowany na 26 pozycji (trzydzieści punktów). Poza tym startował w wielu wyścigach niezaliczanych do Mistrzostwa Świata. W 1930 roku był dziesiąty w wyścigu Mille Miglia, a rok później stanął na drugim stopniu podium Grand Prix Aleksandrii.